# Johnstown (Nebraska)
Johnstown és una població dels Estats Units a l'estat de Nebraska. Segons el cens del 2000 tenia 53 habitants.

## Demografia
Segons el cens del 2000, Johnstown tenia 53 habitants, 24 habitatges, i 13 famílies. La densitat de població era de 38,6 habitants per km².
Dels 24 habitatges en un 16,7% hi vivien nens de menys de 18 anys, en un 54,2% hi vivien parelles casades, en un 4,2% dones solteres, i en un 41,7% no eren unitats familiars. En el 37,5% dels habitatges hi vivien persones soles el 20,8% de les quals corresponia a persones de 65 anys o més que vivien soles. El nombre mitjà de persones vivint en cada habitatge era de 2,21 i el nombre mitjà de persones que vivien en cada família era de 2,93.
Per edats la població es repartia de la següent manera: un 18,9% tenia menys de 18 anys, un 9,4% entre 18 i 24, un 17% entre 25 i 44, un 32,1% de 45 a 60 i un 22,6% 65 anys o més.
L'edat mediana era de 47 anys. Per cada 100 dones de 18 o més anys hi havia 95,5 homes.
La renda mediana per habitatge era de 20.625 $ i la renda mediana per família de 28.750 $. Els homes tenien una renda mediana de 18.750 $ mentre que les dones 8.750 $. La renda per capita de la població era de 21.380 $. Cap de les famílies i el 3,6% de la població estaven per davall del llindar de pobresa.

## Poblacions més properes
El següent diagrama mostra les poblacions més properes.